# اوزهافور

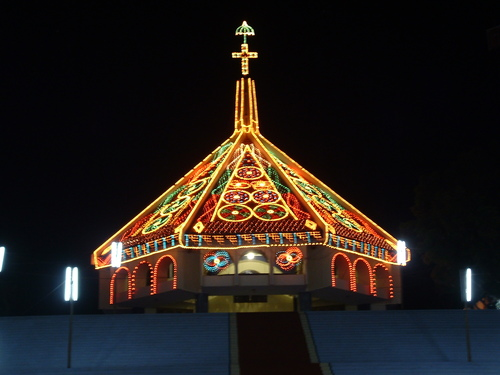
كنيسة القديس ستيفن، اوزهافور

أوزهافور (بالإنجليزية: Uzhavoor) هي بلدة متنامية في مقاطعة كوتايام في ولاية كيرالا في الهند. تبعد فقط 32 كيلومترًا عن العاصمة الإدارية لمقاطعة كوتايام. معظم سكانها هم مزارعون أثرياء أو رجال أعمال. وتعود العديد من المنازل إلى مواطنين هنود مقيمين في الخارج. وُلد الرئيس العاشر للهند، كي. آر. نارايانان، ونشأ في هذه القرية. ويمر منها الطريق الموسع حديثًا ليربط مدينة بالا ووجهات أخرى مثل صباريمالا بمدينة موفاتوبوزه. تبعد البلدة 177 كيلومترًا عن عاصمة الولاية تيروفانانثابورام.

## الموقع الجغرافي
أوزهافور هي قرية تقع في مقاطعة كوتايام في ولاية كيرالا. تبعد حوالي 6 كيلومتر من كوداكاتشيرا، و7 كيلومترات من كوريتشيثانام، و6 كيلومترات من مونيبيلي، و7 كيلومترات من كورياناد، و15 كيلومترًا من بالا. تُعرف أوزهافور بكنيسة القديس ستيفن، وكلية القديس ستيفن، ودير الكابوتشين. تتبع أوزهافور الدائرة الإنتخابية لكادوثوروثي. منطقة أوزهافور مليئة بأشجار اللاتكس وأشجار الجاك فروت وأشجار المانجو وأشجار جوز الهند ومحاطه بأماكن صغيرة مثل إيداكولي وبوفاتومكال وميلاريكارا وجبل بيوس. ويوجد موقع يسمى "أناكالومالا"، مما يعني "جبل يشبه الفيل"، وهو موقع يتمتع بإطلالة رائعة.

## الروابط الخارجية
- حول Uzhavoor نسخة محفوظة 12 October 2007 على موقع واي باك مشين. </link>
- ك ر نارايان
- نادي اوزهافور اوزهافور ليونز